# Diego Cuéllar (Fußballspieler, 1986)
Diego Ignacio Cuéllar Vásquez (* 22. November 1986 in Ovalle) ist ein chilenischer Fußballspieler, der auf der Position eines Stürmers eingesetzt wird.

## Karriere
Diego Cuéllar begann seine Profikarriere 2006 bei Deportes Ovalle, wo er bereits in der Jugend gespielt hatte. 2010 wechselte er zu Unión La Calera, mit dem er aus der Primera B in die Primera División aufstieg und für den er im chilenischen Oberhaus in 13 Spielen einen Treffer erzielte. 2012 kehrte er in die zweite Liga zurück und spielte erst für San Luis, anschließend für Deportes La Serena und Naval. 2014 kehrte er zu Deportes Ovalle zurück, das in der Segunda División spielte. Auch nach seinem Abgang blieb er in der Liga und gewann mit Deportes Vallenar die Meisterschaft der Transición 2017 sowie mit Lautaro de Buin die Meisterschaft 2020. Seit Januar 2024 steht Cuéllar bei San Antonio Unido unter Vertrag.

## Erfolge
Vallenar
- Chilenischer Drittligameister: 2017-T

Lautaro de Buin
- Chilenischer Drittligameister: 2020